# 군내초등학교 (전남)
군내초등학교는 대한민국 전라남도 진도군 군내면 가흥로 641 (분토리)에 있는 공립 초등학교였다. 1999년에 폐교 및 진도초등학교에 흡수되어 현재 진도군 군내면 면사무소 소재지 일대의 학생들은 진도초등학교로 통학하고 있다.
현재 교사는 동심미술관으로 활용중이다.

## 연혁
- 1931년 9월 29일 군내공립보통학교 개교(설립인가 7월 28일)
- 1938년 4월 1일 군내공립심상소학교 개칭
- 1941년 4월 1일 군내공립국민학교로 개칭
- 1996년 3월 1일 군내초등학교로 교명 개칭
- 1999년 2월 19일 제65회 졸업생 9명 배출(졸업생 총 수 4,585명)
- 1999년 9월 1일 군내초등학교 폐교(진도초등학교로 통합)